# Kamberk
Kamberk település Csehországban, a Benešovi járásban. Kamberk Vilice, Šebířov, Louňovice pod Blaníkem, Načeradec és Zvěstov településekkel határos. Lakosainak száma 168 fő (2024. január 1.).

## Népesség
A település lakosságának változását az alábbi diagram mutatja:
| Lakosok száma | 845  | 816  | 843  | 433  | 268  | 170  | 136  | 138  | 143  | 168  |
|               | 1869 | 1890 | 1921 | 1950 | 1980 | 2001 | 2017 | 2019 | 2022 | 2024 |